# 露珠珍珠菜
露珠珍珠菜（学名：Lysimachia circaeoides）为报春花科珍珠菜属的植物，为中国的特有植物。分布于中国大陆的湖北、江西、湖南、四川、贵州等地，生长于海拔600米至1,200米的地区，常生于山谷湿润处，目前尚未由人工引种栽培。

## 别名
大散血、苋菜三七、沙红三七（湖南） 退血草（贵州）